# 朱伯深
朱伯深（1903年—1980年11月9日），湖南宁乡人，中华人民共和国政治人物。朱剑凡之子、朱仲芷、朱仲丽之兄。
早年参加中国共产党地下党，在香港工作。后担任中央调查部科技局副局长、中华人民共和国外交部欧美司司长、中国人民对外文化协会副秘书长等职。1980年11月9日，因心脏病发作去世，享年77岁。